# Jacky Hénin

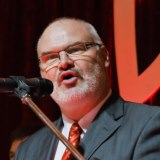
Jacky Hénin, 2012

Jacky Hénin (* 12. November 1960 in Douai) ist ein französischer Journalist und Politiker der Kommunistischen Partei Frankreichs (PCF).

## Leben
Hénin studierte an der Universität Lille I. Von 2000 bis 2008 war er als Nachfolger von Jean-Jacques Barthe Bürgermeister der französischen Stadt Calais. Bei den Bürgermeisterwahlen 2008 wurde er von Natacha Bouchart besiegt. Hénin ist seit 2004 Abgeordneter im Europaparlament, wo er der Konföderale Fraktion der Vereinigten Europäischen Linken/Nordische Grüne Linke angehört. Er ist Mitglied im Ausschuss für Industrie, Forschung und Energie sowie in der Delegation für die Beziehungen zur Volksrepublik China.
Als Stellvertreter ist er im Ausschuss für internationalen Handel.